# سونگاچا
سونگاچا (روسی: Сунгача) یک رودخانه در سرزمین پریمورسکی کشور روسیه است.